# Speex
Speex är en open source-codec skapad för tal och används av flera VoIP-program (Voice over IP) som Ventrilo och Teamspeak.